# Le Visage (film, 2000)
Pour les articles homonymes, voir Visage (homonymie).
Pour plus de détails, voir Fiche technique et Distribution.
Le Visage (顔, Kao) est un film japonais réalisé par Junji Sakamoto et sorti en 2000.

## Synopsis
Kobe, janvier 1995. Masako, une jeune femme d'une trentaine d'années, renfermée et complexée, vit recluse chez sa mère qui tient un petit magasin de nettoyage à sec. Elle semble n'avoir rien en commun avec sa pimpante jeune sœur Yukari, hôtesse de bar, qui ne passe au magasin que pour faire laver ses vêtements gratuitement. Les deux sœurs ne s'apprécient guère et le soir des funérailles de leur mère, morte subitement d'une crise cardiaque, Masako tue Yukari. Masako prend la fuite, désorientée, le jour même du grand séisme qui ébranle Kobe, le 17 janvier 1995. Lors de son périple à travers le Japon pour échapper à la police, elle change plusieurs fois d'identité et de travail, tour à tour, femme de ménage dans un Love hotel, hôtesse de bar, pêcheuse. Elle croise ainsi la route d'une mosaïque de personnages, accidentés de la vie comme elle, parfois pour le pire, parfois aussi pour le meilleur.

## Fiche technique
- Titre original : 顔 (Kao?)
- Titre français : Le Visage[1]
- Réalisation : Junji Sakamoto
- Scénario : Junji Sakamoto et Isamu Uno
- Photographie : Norimichi Kasamatsu
- Montage : Toshihide Fukano
- Musique : Coba
- Direction artistique : Mitsuo Harada
- Son : Fumio Hashimoto
- Production : Yukiko Shii
- Sociétés de production : Eiga Gekijo, Kuho, Mainichi Broadcasting System, Sedic et Shōchiku
- Pays d'origine :  Japon
- Langue originale : japonais
- Format : couleurs - 2,35:1 - 35 mm
- Genre : drame
- Durée : 123 minutes[2]
- Date de sortie :
  - Japon : 12 août 2000[2]

## Distribution
- Naomi Fujiyama : Masako Yoshimura
- Michiyo Ōkusu : Ritsuko Nakagami
- Etsushi Toyokawa : Hiroyuki Nakagami, le frère de Ritsuko
- Riho Makise : Yukari Yoshimura, la petite sœur de Masako
- Misako Watanabe : Tsuneko Yoshimura, la mère de Masako et de Yukari
- Ittoku Kishibe : Eiichi Hanada, le patron du Love hotel
- Jun Kunimura : Kenta Kariyama
- Kanzaburō Nakamura : Toshirō Yamamoto
- Kōichi Satō : Akira Ikeda
- Ai Saotome : Sakiko Kariyama
- Shungiku Uchida : la femme du salon de thé
- Yōsuke Nakajima : le policier sur l'île

## Distinctions

### Récompenses
- 2000 : Nikkan Sports Film Award du meilleur réalisateur pour Junji Sakamoto et de la meilleure actrice dans un second rôle pour Michiyo Ōkusu
- 2001 : prix du meilleur réalisateur pour Junji Sakamoto aux Japan Academy Prize[3]
- 2001 : Blue Ribbon Award du meilleur réalisateur pour Junji Sakamoto[4]
- 2001 : Hōchi Film Awards du meilleur film pour Junji Sakamoto et de la meilleure actrice pour Naomi Fujiyama[5]
- 2001 : Japanese Professional Movie Award du meilleur film pour Junji Sakamoto[6]
- 2001 : Prix Kinema Junpō du meilleur film, du meilleur réalisateur et du meilleur scénario pour Junji Sakamoto, de la meilleure actrice pour Naomi Fujiyama et de la meilleure actrice dans un second rôle pour Michiyo Ōkusu
- 2001 : Prix Mainichi du meilleur film et du meilleur réalisateur pour Junji Sakamoto, de la meilleure actrice pour Naomi Fujiyama, de la meilleure direction artistique pour Mitsuo Harada et du meilleur son pour Fumio Hashimoto[7]
- 2001 : Prix du meilleur réalisateur pour Junji Sakamoto, du meilleur scénario pour Junji Sakamoto et Isamu Uno et prix de la meilleure actrice pour Naomi Fujiyama au festival du film de Yokohama

### Sélections
- 2001 : prix du meilleur film, du meilleur scénario pour Junji Sakamoto et Isamu Uno, de la meilleure actrice dans un second rôle pour Michiyo Ōkusu et de la meilleure musique de film pour Coba aux Japan Academy Prize[3]